# 大田南環高速公路
大田南環高速公路（：／ Daejeon Nambu Sunhwan gosokdoro */?），是連接韓國大田廣域市儒城區和東區的一條高速公路，長20.9公里。連接湖南高速公路支線和統營大田高速公路。
1993年12月開工，1999年9月6日通車。